# Tomáš Poštulka
Tomáš Poštulka (ur. 2 lutego 1974 w Pradze) – czeski piłkarz grający na pozycji bramkarza.

## Kariera klubowa
Karierę piłkarską Poštulka rozpoczynał w klubie Sparta Praga. W latach 1991–1992 trenował w juniorach kostarykańskiego Alajuelense, a w 1992 roku wrócił do Czechosłowacji. Został zawodnikiem Dukli Praga, a w 1993 roku przeszedł do Petra Drnovice, w której zadebiutował w pierwszej lidze czeskiej. Na początku 1994 roku wrócił do Dukli, a latem tamtego roku został piłkarzem SK Hradec Králové. W 1995 roku osiągnął z nim swój pierwszy sukces w karierze, gdy zdobył Puchar Czech.
Na początku 1997 roku Poštulka przeszedł z Hradca Králové do Sparty Praga, w której na ogół był podstawowym bramkarzem, bądź rywalizował o miejsce w bramce z Jaromírem Blažkiem. Wiosną 1997 roku wywalczył ze Spartą swój pierwszy tytuł mistrza Czech, a po kolejne tytuły mistrzowskie sięgał w latach 1998–2001. W Sparcie grał do lata 2001.
Kolejnym klubem w karierze Poštulki był FK Teplice, w którym zadebiutował 29 lipca 2001 w przegranym 0:1 domowym meczu z Sigmą Ołomuniec. Przez 5,5 roku był podstawowym bramkarzem Teplic. W 2003 roku zdobył Puchar Czech.
Na początku 2006 roku Poštulka wrócił do Sparty i przez półtora roku rozegrał w niej 12 ligowych spotkań. Walczył w niej o miejsce w składzie z Jaromírem Blažkiem i Tomášem Grigarem. W 2008 roku odszedł do Viktorii Pilzno, w której swój debiut zaliczył 2 sierpnia 2008 w meczu z Viktorią Žižkov. W 2009 roku odszedł z klubu, a w 2010 roku podpisał kontrakt z Zenitem Čáslav
| Sezon   | Klub              | Kraj           | Rozgrywki      | Mecze | Bramki |
| ------- | ----------------- | -------------- | -------------- | ----- | ------ |
| 1993/94 | Petra Drnovice    | Czechy         | Gambrinus Liga | 2     | 0      |
| 1993/94 | Dukla Praga       | Czechosłowacja | I liga         | 14    | 0      |
| 1994/95 | SK Hradec Králové | Czechy         | Gambrinus Liga | 21    | 0      |
| 1995/96 | SK Hradec Králové | Czechy         | Gambrinus Liga | 14    | 0      |
| 1996/97 | SK Hradec Králové | Czechy         | Gambrinus Liga | 15    | 0      |
| 1996/97 | Sparta Praga      | Czechy         | Gambrinus Liga | 1     | 0      |
| 1997/98 | Sparta Praga      | Czechy         | Gambrinus Liga | 28    | 0      |
| 1998/99 | Sparta Praga      | Czechy         | Gambrinus Liga | 12    | 0      |
| 1999/00 | Sparta Praga      | Czechy         | Gambrinus Liga | 17    | 0      |
| 2000/01 | Sparta Praga      | Czechy         | Gambrinus Liga | 14    | 0      |
| 2001/02 | FK Teplice        | Czechy         | Gambrinus Liga | 23    | 0      |
| 2002/03 | FK Teplice        | Czechy         | Gambrinus Liga | 28    | 0      |
| 2003/04 | FK Teplice        | Czechy         | Gambrinus Liga | 24    | 0      |
| 2004/05 | FK Teplice        | Czechy         | Gambrinus Liga | 29    | 0      |
| 2005/06 | FK Teplice        | Czechy         | Gambrinus Liga | 30    | 0      |
| 2006/07 | FK Teplice        | Czechy         | Gambrinus Liga | 15    | 0      |
| 2006/07 | Sparta Praga      | Czechy         | Gambrinus Liga | 11    | 0      |
| 2007/08 | Sparta Praga      | Czechy         | Gambrinus Liga | 11    | 0      |
| 2008/09 | Viktoria Pilzno   | Czechy         | Gambrinus Liga | 10    | 0      |
| 2010/11 | Zenit Čáslav      | Czechy         | II liga        | 8     | 0      |

## Kariera reprezentacyjna
W swojej karierze Poštulka grał w reprezentacji Czech U-21. W dorosłej reprezentacji Czech zadebiutował 25 marca 1998 w wygranym 2:1 towarzyskim meczu z Irlandią. W kadrze Czech rozegrał 7 meczów, wszystkie w 1998 roku.
| Mecze i gole w reprezentacji | Mecze i gole w reprezentacji | Mecze i gole w reprezentacji   | Mecze i gole w reprezentacji | Mecze i gole w reprezentacji | Mecze i gole w reprezentacji | Mecze i gole w reprezentacji |
| #                            | Data                         | Stadion                        | Rywal                        | Wynik                        | Gol                          | Rozgrywki                    |
| 1998                         | 1998                         | 1998                           | 1998                         | 1998                         | 1998                         | 1998                         |
| ---------------------------- | ---------------------------- | ------------------------------ | ---------------------------- | ---------------------------- | ---------------------------- | ---------------------------- |
| 1.                           | 25.03.1998                   | Ołomuniec, Czechy              | Irlandia                     | 2:1                          | 0                            | towarzyski                   |
| 2.                           | 21.05.1998                   | Kobe, Japonia                  | Paragwaj                     | 1:0                          | 0                            | Kirin Cup                    |
| 3.                           | 27.05.1998                   | Seul, Korea Południowa         | Korea Południowa             | 2:2                          | 0                            | towarzyski                   |
| 4.                           | 19.08.1998                   | Praga, Czechy                  | Dania                        | 1:0                          | 0                            | towarzyski                   |
| 5.                           | 06.09.1998                   | Toftir, Wyspy Owcze            | Wyspy Owcze                  | 1:0                          | 0                            | el. ME 2000                  |
| 6.                           | 10.10.1998                   | Sarajewo, Bośnia i Hercegowina | Bośnia i Hercegowina         | 3:1                          | 0                            | el. ME 2000                  |
| 7.                           | 14.10.1998                   | Cieplice, Czechy               | Estonia                      | 4:1                          | 0                            | el. ME 2000                  |